# The Titfield Thunderbolt
The Titfield Thunderbolt (id.), è un film del 1953 diretto da Charles Crichton e prodotto da Michael Truman negli studi Ealing. Si tratta della prima commedia girata in Technicolor da tali studi e uno tra i primi film a colori girati nel Regno Unito. La trama del film, che si incentra sugli sforzi degli abitanti di Titfield. ipotetico villaggio della campagna inglese, di riavviare la ferrovia che lo collega all'altrettanto ipotetica città di Millingford.
L'ispirazione del film viene dalla riapertura della linea a scartamento ridotto di Talyllyn in Galles e dal libro Railway Adventure di L. T. C. Rolt, affermato autore di pubblicazioni a tema ferroviario. Alcuni episodi del film vengono proprio da questo libro, come il rifornimento d'acqua della locomotiva effettuato con secchi o i passeggeri cui si chiede di spingere il treno. La riapertura della Talyllyn Railway da parte di volontari fu il primo caso di "heritage railway", una ferrovia gestita da volontari a scopo museale/turistico.

## Trama
Le ferrovie britanniche decidono di chiudere il tratto di ferrovia che collega Titfield a Mallingford. Il vicario locale, Sam Weech, patito di ferrovie, ed il proprietario terriero Gordon Chesterford, fanno un'offerta per rilevare essi stessi il tratto appoggiandosi al Light Railway Act del 1896, in modo da amministrarlo e condurlo personalmente, con il sostegno di un loro concittadino assai danaroso e amante delle bevute quotidiane, Walter Valentine. I tre ottengono dal Ministero dei Trasporti un mese di prova prima dell'ispezione che confermerà o annullerà il decreto. Weech e Chesterford si occupano di condurre il treno, coaudiuvati da Dan Taylor, un ex manovale delle ferrovie che aveva lavorato alla costruzione e manutenzione delle linee; la stazione viene gestita da volontari del villaggio.
Sfortunatamente il progetto viene minacciato dalla locale compagnia di autobus di Alec Pearce e Vernon Crump. La Pearce & Crump ha l'appoggio di Harry Hawkins, l'operatore di un rullo compressore a vapore che odia la ferrovia. Il trio usa metodi poco leali per assicurarsi che l'iniziativa dei cittadini non vada in porto: pubblicità faziosa, intralcio alla circolazione, sabotaggio delle infrastrutture. Ma tutti i tentativi vengono sventati da Weech e Chesterford, fintanto che, il giorno prima dell'ispezione, i tre sabotano la linea e fanno deragliare la locomotiva e l'unica carrozza passeggeri della ferrovia, gettando nella disperazione gli abitanti del villaggio. Nel frattempo la polizia arresta l'avvocato del villaggio, che in realtà aveva cercato di fermare il sabotaggio.
Valentine, va a far visita a Taylor ed i due si ubriacano. A questo punto Taylor suggerisce di andare a prendere a prestito una locomotiva dal deposito della stazione di Millingford, col solo risultato di farla deragliare e finire addosso ad un albero. Ma nel frattempo Weech si ricorda che nel museo di Millingford è conservata la prima locomotiva della linea, la Thunderbolt. Ottenuta in tutta fretta la liberazione dell'avvocato, Weech riesce ad ottenere la Thunderbolt, che viene trasportata a Titfield. Gli abitanti del villaggio prendono la casa di Taylor, la cassa di una vecchia carrozza ottocentesca, e la fissano al pianale di un carro merci, completando così il convoglio.
Il mattino seguente Pearce e Crump stanno aspettando sulla corriera l'arrivo dei passeggeri quando, con loro sommo stupore, vedono il treno in attesa in stazione. Pearce, distratto dalla sorpresa, porta la corriera a scontrarsi col cellulare che sta trasportando a Millingford Valentine e Taylor e, nella concitazione dopo l'incidente, a Crump scappa che i due sono implicati nel sabotaggio della ferrovia. Come risultato entrambe vengono arrestati.
Weech trova come sostituto di Tailor il vescovo di Welchester, Ollie Matthews, suo amico ed altro appassionato di ferrovie e così possono cominciare la corsa per l'ispezione, anche se in ritardo in quanto la polizia richiede il treno per il trasporto dei prigionieri. Nonostante problemi nell'agganciare ad un carro moderno una locomotiva così antica, e con l'aiuto degli abitanti del villaggio, la ferrovia di Titfield riesce a soddisfare tutti gli obblighi previsti, anche se per un pelo perché se fossero andati anche un pelo più veloci l'ispezione avrebbe avuto esito negativo. Il film si chiude con il personale dei vari treni in stazione che festeggia questo successo.